# Göhren (Tramm)
Göhren ist ein Ortsteil der Gemeinde Tramm im Landkreis Ludwigslust-Parchim in Mecklenburg-Vorpommern (Deutschland). Bis zum 1. Juli 2011 war der Ort eine eigenständige Gemeinde mit den Ortsteilen Bahlenhüschen, Göhren und Settin.

## Geografie und Verkehr
Der Ort liegt südlich der Bundesstraße 321 am Settiner See. Die Bundesautobahn 14 (ca. 15 km) ist über die Anschlussstelle Schwerin-Ost erreichbar. Göhren liegt etwa fünf Kilometer südlich von Crivitz und zirka drei Kilometer östlich von Banzkow. Der Ort liegt am Südufer des Settiner Sees, der Störkanal durchfließt das Ortsgebiet. Im Süden von Göhren liegt das Wald- und Wiesengebiet der Lewitz, im Norden das Waldgebiet Settiner Tannen. Die höchsten Erhebungen sind die bewaldeten Krähenberge mit 74 m ü. NHN.

## Geschichte
Am 1. Juli 2011 wurde Göhren in die Gemeinde Tramm eingegliedert.

## Sehenswürdigkeiten

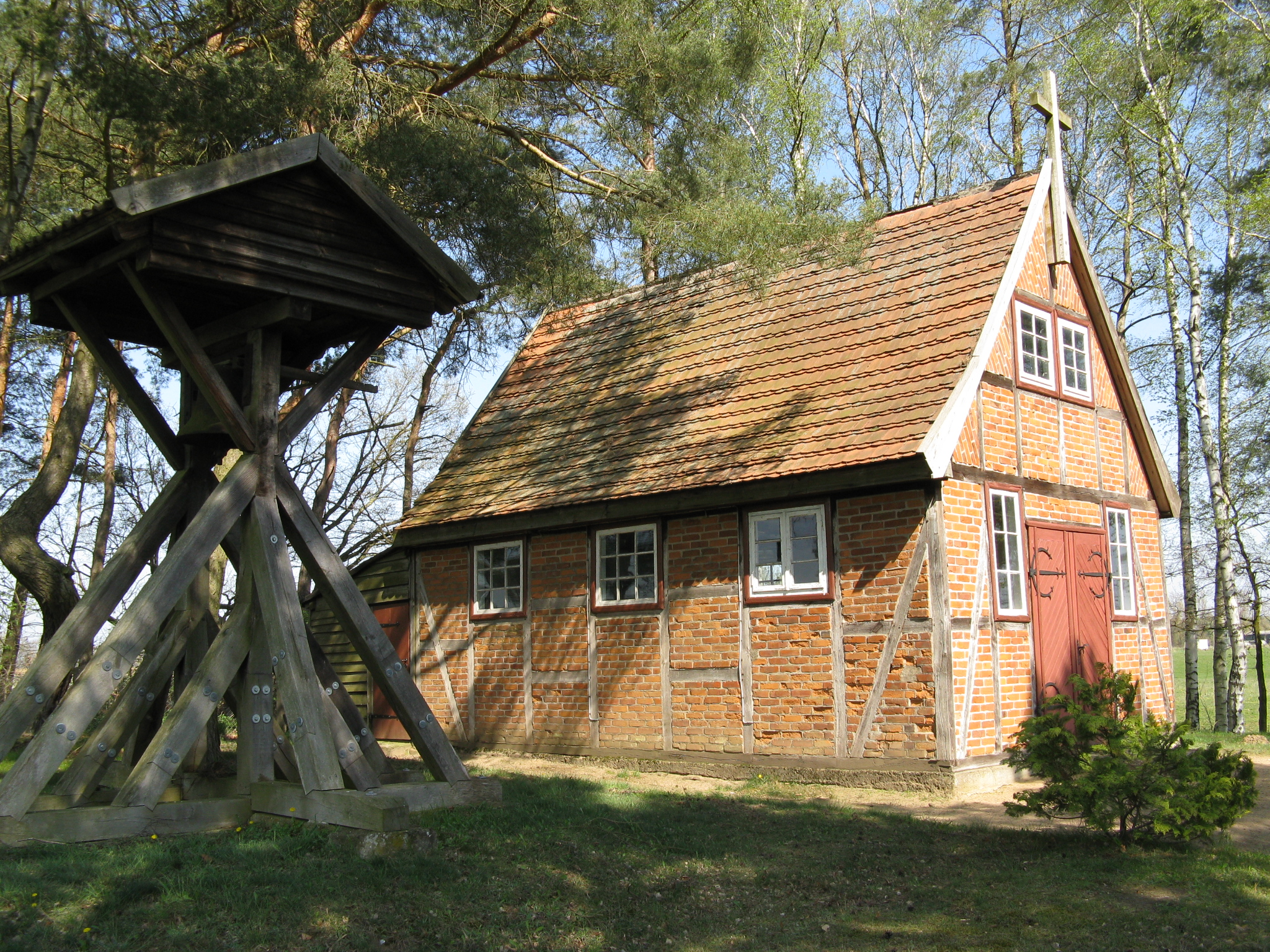
Kapelle in Göhren

- Kapelle Göhren
- Landschaftsschutzgebiet Lewitz
- Gutshaus Settin
- Forsthof Bahlenhüschen